# Biegi narciarskie na Mistrzostwach Świata w Narciarstwie Klasycznym 2013 – sztafeta mężczyzn
Sztafeta mężczyzn 4x10 km była jedną z konkurencji na XXXVI Mistrzostwach Świata w Narciarstwie Klasycznym. Odbyła się 1 marca 2013 na trasie we włoskich Dolomitach. Tytuł sprzed dwóch lat obroniła reprezentacja Norwegii w składzie: Tord Asle Gjerdalen, Eldar Rønning, Sjur Røthe i Petter Northug. Drugie miejsce zajęli Szwedzi: Daniel Richardsson, Johan Olsson, Marcus Hellner oraz Calle Halfvarsson, a brązowy medal zdobyli Rosjanie: Jewgienij Biełow, Maksim Wylegżanin, Aleksandr Legkow i Siergiej Ustiugow.
Dwaj pierwsi zawodnicy biegli po 10 km techniką klasyczną. Po przebiegnięciu tego dystansu, dwaj kolejni zawodnicy biegli po 10 km techniką dowolną.

## Wyniki
| Miejsce | Nr | Państwo           | Zawodnicy                                                                      | Czas                                      | Strata  |
| ------- | -- | ----------------- | ------------------------------------------------------------------------------ | ----------------------------------------- | ------- |
| 01 !    | 1  | Norwegia          | Tord Asle Gjerdalen Eldar Rønning Sjur Røthe Petter Northug                    | 1:41:37,2 27:13,7 26:34,3 23:30,0 24:19,2 | –       |
| 02 !    | 2  | Szwecja           | Daniel Richardsson Johan Olsson Marcus Hellner Calle Halfvarsson               | 1:41:38,4 27:17,1 26:31,6 23:27,9 24:21,8 | +1,2    |
| 03 !    | 7  | Rosja             | Jewgienij Biełow Maksim Wylegżanin Aleksandr Legkow Siergiej Ustiugow          | 1:41:39,6 27:31,7 26:15,5 23:28,8 24:23,6 | +2,4    |
| 4.      | 5  | Włochy            | Dietmar Nöckler Giorgio Di Centa Roland Clara David Hofer                      | 1:41:39,8 27:18,8 26:26,4 23:33,1 24:21,5 | +2,6    |
| 5.      | 4  | Finlandia         | Sami Jauhojärvi Ville Nousiainen Lari Lehtonen Matti Heikkinen                 | 1:41:48,9 27:18,0 27:34,8 23:49,0 23:07,1 | +11,7   |
| 6.      | 9  | Szwajcaria        | Curdin Perl Dario Cologna Toni Livers Remo Fischer                             | 1:41:50,2 27:32,2 26:12,4 23:55,3 24:10,3 | +13,0   |
| 7.      | 3  | Niemcy            | Hannes Dotzler Tobias Angerer Tim Tscharnke Axel Teichmann                     | 1:42:22,7 27:13,4 26:34,2 23:43,1 24:52,0 | +45,5   |
| 8.      | 6  | Japonia           | Hiroyuki Miyazawa Keishin Yoshida Nobu Naruse Akira Lenting                    | 1:42:31,4 27:16,7 26:56,7 23:58,4 24:19,6 | +54,2   |
| 9.      | 11 | Francja           | Mathias Wibault Maurice Manificat Robin Duvillard Ivan Perrillat Boiteux       | 1:42:32,8 27:23,9 27:27,6 23:23,3 24:18,0 | +55,6   |
| 10.     | 14 | Stany Zjednoczone | Andrew Newell Kris Freeman Noah Hoffman Tad Elliott                            | 1:42:38,6 27:17,5 27:27,3 23:30,3 24:23,5 | +1:01,4 |
| 11.     | 8  | Czechy            | Jiří Magál Lukáš Bauer Aleš Razým Martin Jakš                                  | 1:42:42,6 27:23,6 26:49,3 24:22,8 24:06,9 | +1:05,4 |
| 12.     | 12 | Kanada            | Len Väljas Devon Kershaw Ivan Babikov Alex Harvey                              | 1:44:16,5 27:25,0 28:06,9 24:25,6 24:19,0 | +2:39,3 |
| 13.     | 13 | Kazachstan        | Siergiej Czeriepanow Aleksiej Połtoranin Nikołaj Czebot´ko Jewgienij Wieliczko | 1:44:52,7 29:00,6 27:04,8 24:14,1 24:33,2 | +3:15,5 |
| 14.     | 16 | Białoruś          | Michaił Siemionow Siarhiej Dalidowicz Alaksiej Iwanou Aleksandr Łazutkin       | 1:45:03,5 27:24,7 28:48,3 24:09,3 24:41,2 | +3:26,3 |
| 15.     | 10 | Estonia           | Peeter Kümmel Karel Tammjärv Eeri Vahtra Aivar Rehemaa                         | 1:47:19,2 28:39,9 28:42,3 24:54,4 25:02,6 | +5:42,0 |
| 16.     | 18 | Polska            | Maciej Kreczmer Sebastian Gazurek Maciej Staręga Jan Antolec                   | 1:48:01,7 27:30,3 28:42,1 26:01,6 25:47,7 | +6:24,5 |
| 17.     | 17 | Ukraina           | Witalij Sztun Ołeksij Krasowski Myrosław Biłosiuk Rusłan Perechoda             | 1:48:20,6 27:30,9 29:52,3 25:03.6 25:53,8 | +6:43,4 |
| —       | 15 | Dania             | Lasse Mølgaard Karl Peter Kristensen Lasse Hulgaard Rasmus Jensen              | DNF 30:04,6                               | –       |